# Croft (Lincolnshire)
Croft – wieś i civil parish w Anglii, w Lincolnshire, w dystrykcie East Lindsey. W 2011 civil parish liczyła 851 mieszkańców. Croft jest wspomniana w Domesday Book (1086) jako Croft.